# Hyalocoa diaphana
Hyalocoa diaphana is een beervlinder uit de familie van de spinneruilen (Erebidae). De wetenschappelijke naam van de soort is voor het eerst geldig gepubliceerd in 1848 door Eversmann.